# Pola (Philippines)
Pour les articles homonymes, voir Pola.
Pola (officiellement municipalité de Pola : en tagalog : Bayan ng Pola) est une municipalité de troisième classe au centre des Philippines, dans la province du Mindoro oriental. 
Lors du recensement de 2020, sa population s'élève à 35 455 habitants.
Le 28 février 2023, à la suite du naufrage du pétrolier Princess Empress (en) entraînant une marée noire, la municipalité de Pola a vu ses plages se recouvrir de pétrole, entraînant un fort impact sur l'environnement ainsi que sur les habitants,,. 

## Géographie
Pola est l'une des quatorze municipalités du Mindoro oriental ; c'est une municipalité côtière, située au centre est de l'ile de Mindoro sur la mer de Sibuyan
D'une superficie totale de 159,34 kilomètres carrés, Pola est divisée administrativement en 23 barangays (districts) :
- Bacauan
- Bacungan
- Batuhan
- Bayanan
- Biga
- Buhay na Tubig
- Calubasanhon
- Calima
- Casiligan
- Malibago
- Maluanluan
- Matulatula
- Pahilahan
- Panikihan
- Zone I (Poblacion)
- Zone II (Poblacion)
- Pula
- Puting Cacao
- Tagbakin
- Tagumpay
- Tiguihan
- Campamento
- Misong